# Spearman
Spearman – miasto w Stanach Zjednoczonych, w stanie Teksas, w hrabstwie Hansford. W 2000 roku liczyło 3 021 mieszkańców. Miejsce narodzin Rexa Linna.